# 什沃本
什沃本（法語：Schwoben，法語發音：[ʃvobən] ⓘ）是法国上莱茵省的一个市镇，属于阿尔特基什区。

## 地理
什沃本（47°36'58"N, 7°18'14"E）面积2.38 平方千米，位于法国大東部大區上莱茵省，该省份为法国东部内陆省份，是阿尔萨斯的一部分，今与下莱茵省组成了阿尔萨斯欧洲集体，其北临下莱茵省，西接孚日省，西南接贝尔福地区省，东侧沿莱茵河与德国相望，南与瑞士接壤。
与什沃本接壤的市镇（或旧市镇、城区）包括：维特斯多夫、伊尔桑格、贝滕多夫、奥斯高恩、塔格斯多夫。
什沃本的时区为UTC+01:00、UTC+02:00（夏令时）。

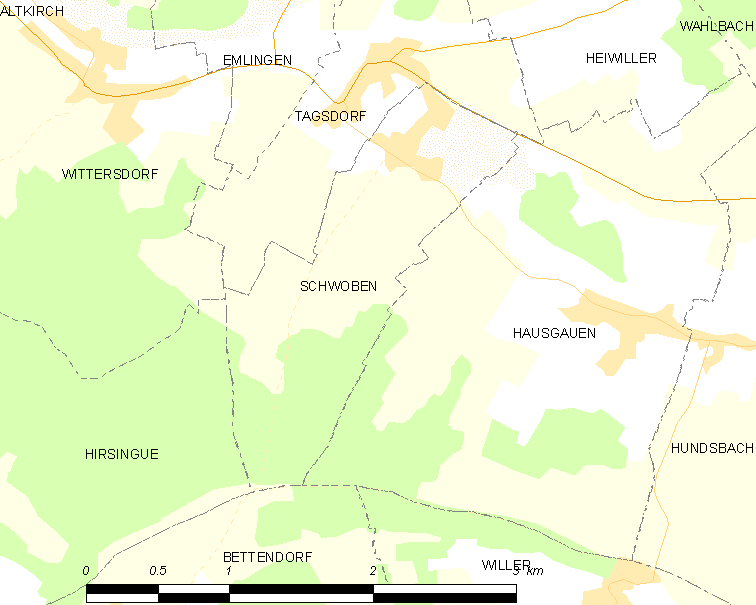
什沃本的OSM定位图

## 行政
什沃本的邮政编码为68130，INSEE市镇编码为68303。

## 政治
什沃本所属的省级选区为阿尔特基什县。

## 人口

1962-2008年间什沃本人口变化图示

什沃本于2022年1月1日时的人口数量为228人。